# Cherrelle
Cheryl Anne Norton, melhor conhecida com o nome artístico Cherrelle (nascida em 13 de outubro de 1958), é uma cantora americana de R&B que ganhou fama nos anos 1980. Seus maiores sucessos incluem "I Didn't Mean to Turn You On", "Where Do I Run To", "Everything I Miss at Home", e duetos com o cantor Alexander O'Neal tais como "Saturday Love" e "Never Knew Love Like This."

## Discografia

### Álbuns de estúdio
| 1984                                                                                      | Fragile        | 144 | 27 | —  | —  | —  | Tabu  |
| 1985                                                                                      | High Priority  | 36  | 9  | 65 | 32 | 17 | Tabu  |
| 1988                                                                                      | Affair         | 106 | 15 | —  | —  | —  | Tabu  |
| 1991                                                                                      | The Woman I Am | —   | 43 | —  | —  | —  | Tabu  |
| 1999                                                                                      | The Right Time | —   | 55 | —  | —  | —  | Power |
| "—" denota uma gravação que não entrou nas paradas ou não foi lançada naquele território. |                |     |    |    |    |    |       |

### Compilações
- The Best of Cherrelle (1995, Tabu)
- Greatest Hits (2005, Tabu)
- Icon (2011, Tabu)

### Singles
| 1984                                                                                      | "I Didn't Mean to Turn You On"                           | 79 | 8   | 6  | —  | —  | — | —  | —  | —  | Fragile                     |
| 1984                                                                                      | "Fragile… Handle with Care"                              | —  | 37  | —  | —  | —  | — | —  | —  | —  | Fragile                     |
| 1984                                                                                      | "Like I Will (Tokyo Mix)"                                | —  | —   | —  | —  | —  | — | —  | —  | —  | Fragile                     |
| 1985                                                                                      | "You Look Good to Me"                                    | —  | 26  | —  | —  | —  | — | —  | —  | —  | High Priority               |
| 1985                                                                                      | "Saturday Love" (com Alexander O'Neal)                   | 26 | 2   | 13 | —  | —  | 7 | —  | 4  | 6  | High Priority               |
| 1986                                                                                      | "Will You Satisfy?"                                      | —  | —   | —  | —  | —  | — | —  | —  | 57 | High Priority               |
| 1986                                                                                      | "Artificial Heart" (A-Side)                              | —  | 18  | 5  | —  | —  | — | —  | 41 | —  | High Priority               |
| 1986                                                                                      | "Oh No It's U Again" (B-Side)                            | —  | —   | 5  | —  | —  | — | —  | —  | —  | High Priority               |
| 1988                                                                                      | "Never Knew Love Like This" (com Alexander O'Neal)       | 28 | 2   | —  | 24 | 49 | — | 24 | —  | 26 | Hearsay de Alexander O'Neal |
| 1988                                                                                      | "Everything I Miss at Home"                              | —  | 1   | —  | —  | —  | — | —  | —  | 83 | Affair                      |
| 1989                                                                                      | "Affair"                                                 | —  | 4   | 15 | —  | —  | — | —  | —  | 67 | Affair                      |
| 1989                                                                                      | "What More Can I Do for You"                             | —  | 58  | —  | —  | —  | — | —  | —  | —  | Affair                      |
| 1990                                                                                      | "Saturday Love (Feelin' Luv Mix)" (com Alexander O'Neal) | —  | —   | —  | —  | —  | — | —  | —  | 55 | Apenas single               |
| 1991                                                                                      | "Never in My Life"                                       | —  | 40  | —  | —  | —  | — | —  | —  | —  | The Woman I Am              |
| 1992                                                                                      | "Tears of Joy"                                           | —  | 23  | —  | —  | —  | — | —  | —  | —  | The Woman I Am              |
| 1992                                                                                      | "Still in Love with You"                                 | —  | 86  | —  | —  | —  | — | —  | —  | —  | The Woman I Am              |
| 1997                                                                                      | "Baby, Come to Me" (com Alexander O'Neal)                | —  | —   | —  | —  | —  | — | —  | —  | 56 | The Right Time              |
| 1999                                                                                      | "The Right Time"                                         | —  | —   | —  | —  | —  | — | —  | —  | —  | The Right Time              |
| 1999                                                                                      | "Just Tell Me"                                           | —  | 122 | —  | —  | —  | — | —  | —  | —  | The Right Time              |
| "—" denota uma gravação que não entrou nas paradas ou não foi lançada naquele território. |                                                          |    |     |    |    |    |   |    |    |    |                             |